# Тяно Такаюкі
Такаюкі Тяно (яп. 茶野隆行, нар. 23 листопада 1976, Ітікава) — японський футболіст, що грав на позиції захисника.
Виступав, зокрема, за клуби «ДЖЕФ Юнайтед» та «Джубіло Івата», а також національну збірну Японії.

## Клубна кар'єра
Народився 23 листопада 1976 року в місті Ітікава. Вихованець футбольної школи клубу Municipal Funabashi High School.
У дорослому футболі дебютував 1995 року виступами за команду клубу «ДЖЕФ Юнайтед», в якій провів дев'ять сезонів, взявши участь у 228 матчах чемпіонату. Більшість часу, проведеного у складі «ДЖЕФ Юнайтед», був основним гравцем захисту команди.
Своєю грою за цю команду привернув увагу представників тренерського штабу клубу «Джубіло Івата», до складу якого приєднався 2005 року. Відіграв за команду з Івати наступні чотири сезони своєї ігрової кар'єри. Граючи у складі «Джубіло Івата» також здебільшого виходив на поле в основному складі команди.
Завершив професійну ігрову кар'єру у клубі «ДЖЕФ Юнайтед», у складі якого вже виступав раніше. Прийшов до команди 2010 року, захищав її кольори до припинення виступів на професійному рівні у 2011 році.

## Виступи за збірну
У 2004 році дебютував в офіційних матчах у складі національної збірної Японії. Протягом кар'єри у національній команді, яка тривала усього 2 роки, провів у формі головної команди країни 7 матчів.
У складі збірної був учасником кубка Азії з футболу 2004 року у Китаї, здобувши того року титул переможця турніру, розіграшу Кубка конфедерацій 2005 року у Німеччині.

## Титули і досягнення
- Володар Кубка Азії: 2004

## Статистика
Статистика виступів у національній збірній.
| Збірна Японії | Збірна Японії | Збірна Японії |
| Роки          | Ігри          | голи          |
| ------------- | ------------- | ------------- |
| 2004          | 3             | 0             |
| 2005          | 4             | 0             |
| Усього        | 7             | 0             |